# De Vecht
De Vecht est un village situé dans la commune néerlandaise de Voorst, dans la province de Gueldre. Le 1er janvier 2007, le village comptait 150 habitants.